# Hotel Transylvania: Transformania
Hotel Transylvania: Transformania er en animeret amerikansk film fra 2022 instrueret af Derek Drymon og Jennifer Kluska. Filmen er animeret af selskabet Columbia Pictures og Sony Pictures Animation i samarbejde med Amazon Studios.

## Medvirkende

### Danske stemmer[1]
- Henrik Koefoed som Abraham Van Helsing
- Niels Ellegaard som Dracula
- Rasmus Botoft som Frankenstein
- Benjamin Hasselflug som Jonathan
- Thea Iven Ulstrup som Mavis
- Amin Jensen som Murray
- Martin Buch som Walter

### Engelske stemmer
- Jim Gaffigan som Abraham Van Helsing
- Brian Hull som Dracula
- Brad Abrell som Frankenstein
- Andy Samberg som Jonathan
- Selena Gomez som Mavis
- Keegan-Michael Key som Murray
- Steve Buscemi som Walter